# Üchtritz-Amadé család
A várkonyi gróf Üchtritz-Amádé család egy újkori magyar főnemesi család, mely német és magyar ősökkel bír.

## Története
A német nyelvterületről eredő báró Üchtritz család egyik tagja, Emil, 1841-ben Magyar Királyságba házasodott, várkonyi gróf Amadé Dominikát vette feleségül. A később válással végződő házasságból született idősebbik fiú 1903-ban magyar grófi címet kapott Ferenc Józseftől, és egyúttal engedélyt a kettős családnév használatára várkonyi előnévvel. A kettős családnév az Amadé család nem sokkal korábban történt kihalása miatt vetődött fel. A családnak ma is élnek tagjai, többségük még Csehszlovákiában született, a Csallóközben, ahol egykor birtokaik is feküdtek.